# Mulberry (Indiana)
Mulberry es un pueblo ubicado en el condado de Clinton en el estado estadounidense de Indiana. En el Censo de 2010 tenía una población de 1254 habitantes y una densidad poblacional de 822,02 personas por km².

## Geografía
Mulberry se encuentra ubicado en las coordenadas 40°20′45″N 86°40′3″O / 40.34583, -86.66750. Según la Oficina del Censo de los Estados Unidos, Mulberry tiene una superficie total de 1.53 km², de la cual 1.53 km² corresponden a tierra firme y (0%) 0 km² es agua.

## Demografía
Según el censo de 2010, había 1254 personas residiendo en Mulberry. La densidad de población era de 822,02 hab./km². De los 1254 habitantes, Mulberry estaba compuesto por el 98.41% blancos, el 0.16% eran afroamericanos, el 0.4% eran amerindios, el 0% eran asiáticos, el 0.08% eran isleños del Pacífico, el 0.08% eran de otras razas y el 0.88% pertenecían a dos o más razas. Del total de la población el 0.96% eran hispanos o latinos de cualquier raza.